# Фиске, Даниел Уиллард
Даниел Уиллард Фиске (англ. Daniel Willard Fiske; 11 ноября 1831, Эллисберг, штат Нью-Йорк — 17 сентября 1904, Флоренция) — американский шахматист, один из пионеров шахмат в США. Шахматный литератор, основатель журнала «Chess Monthly» и первого шахматного журнала на исландском языке «Uppnami». Профессор филологии.
Инициатор проведения и участник 1-го американского шахматного конгресса (Нью-Йорк, 1857) — 11-13-е место. Переписка Фиске с К. Янишем содействовала становления русско-американских шахматных связей. С 1879 года проживал в Исландии, где стал одним из основателей Рейкьявикского шахматного клуба (1900). Автор исследований, посвящённых возникновению и распространению шахмат и других игр в Исландии. Завещал национальной библиотеке Исландии крупное собрание шахматной литературы. Конец жизни провёл в Италии.
Памяти Фиске посвящён международный турнир в Рейкьявике (1968).

## Книги
- The book of the first American Chess Congress, N. Y., 1859;
- Chess in Iceland and in the Icelandic literature, Florence, 1905.